# Khu du lịch sinh thái Vàm Sát

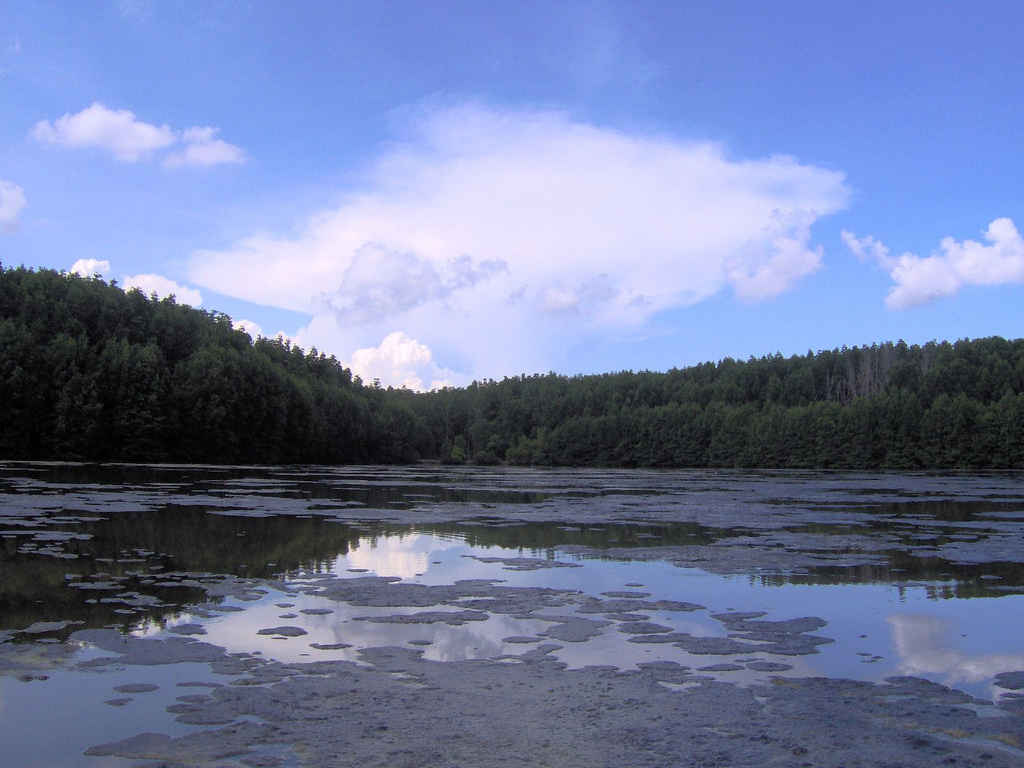
Đầm Dơi trong Khu rừng ngập mặn Vàm Sát

Khu du lịch sinh thái Vàm Sát là một khu du lịch sinh thái rừng ngập mặn Vàm Sát bên trong Khu dự trữ sinh quyển Cần Giờ, huyện Cần Giờ, Thành phố Hồ Chí Minh. Khu du lịch này chủ yếu khai thác yếu tố hoang sơ của vùng sinh thái ngập mặn có hệ động thực vật đặc thù, đa dạng. Đây là nơi cư dân thành phố nghỉ ngơi cuối tuần tránh xa thành phố ô nhiễm, ồn ào để tìm về với thiên nhiên. Khu du lịch nằm cách trung tâm thành phố khoảng 45 km về phía đông-nam.